# Bauccio Commons
A Bauccio Commons a Portlandi Egyetem étkezője és közösségi tere az Amerikai Egyesült Államok Oregon államának Portland városában. A 2009-ben és 2017-ben felújított létesítmény 2010-ben felvette Fedele Bauccio, az egyetemi étkeztetésért felelős Bon Appétit Management Company vezérigazgatójának nevét.

## Fordítás
- Ez a szócikk részben vagy egészben  a   Bauccio Commons című angol Wikipédia-szócikk ezen változatának fordításán alapul.  Az eredeti cikk szerkesztőit annak laptörténete sorolja fel. Ez a jelzés csupán a megfogalmazás eredetét és a szerzői jogokat jelzi, nem szolgál a cikkben szereplő információk forrásmegjelöléseként.